# Ulrich Ammer
Ulrich Ammer (* 28. Januar 1934 in Reutlingen) ist ein deutscher Forstwissenschaftler und Professor für Landnutzungsplanung und Naturschutz an der Ludwig-Maximilians-Universität München.

## Leben
Ammer studierte ab 1953 an der Albert-Ludwigs-Universität Freiburg Forstwissenschaft und wurde Mitglied des Corps Hubertia Freiburg. Nach der Referendarszeit war er von 1960 bis 1963 am Forstbotanischen Institut der Ludwig-Maximilians-Universität München tätig. Er schrieb bei Walter Liese eine Doktorarbeit über holzzerstörende Pilze und wurde 1964 zum Dr. oec. publ. promoviert. Als Referent für Landesentwicklung, Landschafts- und Erholungsplanung trat er in den Dienst der Landesforstverwaltung Baden-Württemberg. Nach zwei Jahren an der Forstdirektion Tübingen war er von 1965 bis 1970 im Ministerium für Ländlichen Raum und Verbraucherschutz Baden-Württemberg. Sein Chef, der spätere Landesforstpräsident Max Scheifele erlaubte ihm die Habilitation an der Mathematisch-Naturwissenschaftlichen Fakultät in Freiburg (1968). Er leitete von 1970 bis 1976 das Forstamt Reutlingen und war Naturschutzbeauftragter für den Landkreis Reutlingen. Die Ludwig-Maximilians-Universität München berief ihn 1976 auf ihren Lehrstuhl für Landschaftstechnik (später Landnutzungsplanung und Naturschutz). Zweimal war er Dekan.
Sein Sohn Christian Ammer ist Professor für Waldbau und Waldökologie der gemäßigten Zonen an der Georg-August-Universität Göttingen.
Seine Tochter Ulrike Pröbstl-Haider ist Professorin für Landschaftsentwicklung, Erholung und Tourismus an der Universität für Bodenkultur in Wien.

## Ehrenamtliches Engagement
- Deutscher Rat für Landespflege (seit 1979)[5]
- Internationaler Verband Forstlicher Forschungsanstalten
- Schutzgemeinschaft Deutscher Wald (2000–2013)[5]
- Oberster Naturschutzbeirat Bayern[5]
- Bund Naturschutz in Bayern
- Deutscher Forstverein (Landesverband Bayern)
- Ökologischer Jagdverein Bayern (als 1. Vorsitzender)[6]

## Ehrungen
- Verdienstorden der Bundesrepublik Deutschland, Verdienstkreuz 1. Klasse
- Bayerische Staatsmedaille für besondere Verdienste um die Umwelt[5]
- Ehrendoktor der Universität Freiburg